# Mieczysław Chorąży
Mieczysław Rajmund Chorąży (ur. 31 sierpnia 1925 w Janówce, zm. 20 lutego 2021) – polski lekarz, onkolog, profesor nauk medycznych, doktor honoris causa dwóch polskich uczelni, członek rzeczywisty Polskiej Akademii Nauk i członek czynny Polskiej Akademii Umiejętności, wieloletni kierownik Zakładu Biologii Nowotworów w Centrum Onkologii w Gliwicach, oddziale Instytutu im. Marii Skłodowskiej-Curie. Kawaler Orderu Orła Białego.

## Życiorys
Urodził się 31 sierpnia 1925 w Janówce niedaleko Białej Podlaskiej w rodzinie chłopskiej. Jego rodzina osiadła na Podlasiu w połowie XIX wieku. Rozpoczął naukę w gimnazjum w Białej Podlaskiej, przerwaną wybuchem II wojny światowej. Edukację kontynuował w Warszawie na tajnych kompletach. W 1944 w Liceum im. Adama Mickiewicza w Warszawie zdał maturę. W czasie wojny działał w konspiracji jako żołnierz Armii Krajowej, ukończył Szkołę Podchorążych. Uczestniczył w powstaniu warszawskim, w czasie działań wojennych był dwukrotnie ranny, groziła mu utrata ręki. Po upadku powstania warszawskiego internowany jako jeniec wojenny w stalagu XIA w Altengrabow w Niemczech.
Po powrocie w 1945 podjął studia na Wydziale Lekarskim Uniwersytetu Warszawskiego, ukończone w 1951 w Akademii Medycznej w Warszawie. Po studiach otrzymał nakaz pracy w Gliwicach, do Zakładu Biologii Nowotworów w Państwowym Instytucie Przeciwrakowym (obecnie Oddział Instytutu im. Marii Skłodowskiej-Curie). Podjął pracę pod kierunkiem profesora Kazimierza Duxa i w 1958 obronił doktorat z nauk medycznych. Przechodził kolejne stopnie awansu w Centrum, asystenta, adiunkta i wreszcie profesora. W 1958 został p.o. kierownika Zakładu Biologii Nowotworów, a od 1963 aż do 1995 pełnił funkcję kierownika tego Zakładu. Jako stypendysta Fundacji Rockefellera w latach 1959–1963 odbywał staże w Stanach Zjednoczonych, najpierw na Uniwersytecie Wisconsin-Madison, a następnie w Centrum Badań Raka w Nowym Jorku. W 1961 uzyskał habilitację na Akademii Medycznej w Katowicach. W latach 1973–1991 był jednym z pełnomocników dyrektora Instytutu do spraw rozbudowy Centrum Onkologii – Instytutu im. Marii Skłodowskiej-Curie, Oddziału w Gliwicach. Przed śmiercią był zatrudniony w Centrum w niepełnym wymiarze godzin jako „starszy specjalista”.

## Dorobek naukowy i zawodowy
Jest autorem wielu publikacji z zakresu biologii nowotworów, między innymi wydanej w 1973 wspólnie z Kazimierzem Duxem książki pt. Wstęp do biologii nowotworów. Oprócz tego opublikował ponad 140 artykułów i monografii, w dużej części anglojęzycznych. Był jednym z pionierów badań nad mutagenezą środowiskową oraz epidemiologią molekularną. Współpracował od lat siedemdziesiątych XX wieku z National Cancer Institute z Bethesda w USA, prowadząc prace nad genetyką raka płuc. Jest promotorem 18 zakończonych przewodów doktorskich. Pięciu spośród jego doktorantów otrzymało tytuł profesora.
Od 1971 był członkiem korespondentem, a od 1986 członkiem rzeczywistym Polskiej Akademii Nauk. Od 1995 był również członkiem czynnym Polskiej Akademii Umiejętności. Członek wielu rad naukowych instytutów badawczych, między innymi Instytutu Immunologii i Terapii Doświadczalnej PAN we Wrocławiu, a także członek wielu towarzystw naukowych, w tym Polskiego Towarzystwa Onkologicznego, którego był prezesem, Polskiego Towarzystwa Zwalczania Raka oraz członek honorowy Hungarian Oncological Society.

## Wyróżnienia i odznaczenia
Laureat wielu nagród i odznaczeń. Doktor honoris causa Uniwersytetu Medycznego w Białymstoku oraz Śląskiej Akademii Medycznej.
Odznaczony dwukrotnie Krzyżem Walecznych (1944), Złotym Krzyżem Zasługi i Srebrnym Krzyżem Zasługi z Mieczami (1944), Krzyżem Kawalerskim (1976), Krzyżem Oficerskim (1987) i Krzyżem Komandorskim z Gwiazdą Orderu Odrodzenia Polski (2002) i Warszawskim Krzyżem Powstańczym (1997), Krzyżem Armii Krajowej, Medalem za Warszawę 1939–1945.
W 2012 otrzymał tytuł honorowego obywatela Białej Podlaskiej. 3 maja 2017, w uznaniu znamienitych zasług dla rozwoju polskiej medycyny, za osiągnięcia w pracy naukowo-badawczej, prezydent Andrzej Duda nadał mu Order Orła Białego. 30 lipca 2019 z okazji 75 rocznicy powstania warszawskiego „za zasługi dla Niepodległej” otrzymał z rąk Prezydenta RP Medal Stulecia Odzyskanej Niepodległości.